# Valois-ház
A Valois-ház a Franciaországot 987 óta uraló Capeting-ház egyik oldalága volt, amely III. Fülöp (ur. 1270–1285) második fiától, IV. (Szép) Fülöp (ur. 1285–1314) testvérétől, Károly valois-i gróftól (1270–1325) származott. A Capetingek egyenes ágának 1328-as kihalását követően – az ebben az időszakban „előkerült”, nőági és női örökösödést kizáró száli törvény értelmében – a legközelebbi fiági rokon, Károly gróf fia, Szerencsés Fülöp (ur. 1328–1350) került hatalomra. Fülöp leszármazottai 1589-ig uralkodtak Franciaországban, amikor a gyermektelen III. Henrik halálával a Valois-k fiága végleg kihalt. Ekkor a Capeting-ház egy régebben leágazott ága, a Bourbon-ház került hatalomra.

## Váratlan örökség
A Capeting-ház öröklése még IV. Fülöp francia király idejében is biztosítottnak volt mondható. Három fia (Lajos, Fülöp, és Károly), valamint egy leánya (Izabella) maradt utána életben. Fiai közül mindhárman királyok lettek, de mindegyikük úgy halt meg, hogy nem hagyott hátra fiúörököst (kivéve Lajos, de a kis Utószülött János öt napos korában meghalt). Amikor 1328-ban IV. Károly is elhunyt, a francia trón öröklése egy komoly problémává vált. Három különböző jelölt is felmerült, mint a Francia Királyság királya:
1. Fülöp, Valois grófja, Valois Károly fia, aki III. Fülöp király unokája volt, és IV. Fülöp unokaöccse. Mivel apja egy király testvére volt, Fülöp jó eséllyel pályázhatott a trónra, amellett IV. Károly őt jelölte ki régensként a halála előtt, míg utószülött gyermeke meg nem születik.
2. Navarrai Johanna, aki X. Lajos király leánya volt. Ugyan V. Fülöp, mint Lajos testvére, elütötte őt a tróntól 1315-ben, Johannának erős trónigénye volt azon az alapon, hogy egy király lánya volt, a számításba jöhető személyek között a legidősebb. Anyai ágon Burgundia pedig erős szövetségese volt, ami a trónigényt illeti. A francia trón helyett azonban be kellett érnie a navarrai trónnal, amit nők is uralhattak és örökölhettek.
3. III. Eduárd angol király, IV. Fülöp király unokája, Izabella királyné fia, aki erre a vérrokonságra alapította trónigényét.

Angliában Izabella királyné a fiának követelte a trónt. Akárcsak Franciaországban, úgy itt is törvény tiltotta azt, hogy nő kerüljön a trónra, de azt nem, hogy nőágon ne lehessen örökölni (például II. Henrik angol király is hasonlóan nyerte el a trónt). A franciák ezzel szemben kijelentették, hogy ha egy nő nem örökölhet, úgy ezt a jogát sem ruházhatja át, ha egyszer nem rendelkezik vele. Ennek megfelelően a francia nemesek megválasztották Valois Fülöpöt királyukul, aki VI. Fülöp néven foglalta el a trónt. Navarra trónját pedig megkapta Johanna, aki II. Johanna néven uralkodott.
Amikor már se a diplomácia, se a tárgyalások nem segítettek, III. Eduárd elhatározta, hogy erővel veszi el azt, amit magának kért. Eleinte csak feszült volt a két ország közt a kapcsolat. Amikor aztán 1337-ben VI. Fülöp elkobozta az angol király hűbérbirtokának számító aquitániai hercegséget, Eduárd megtagadta, hogy letegye a hűségesküt a francia királynak, ahogy elődei tették azt korábban. Magát a törvényes francia királynak nyilvánította, és ezzel kitört a százéves háború. Habár Anglia végül soha nem érte el a célját, az angol, később pedig a brit uralkodók 1801-ig formálisan fenntartották igényüket a francia trónra.

## A százéves háború
Összességében nézve a százéves háború egy örökösödési háború volt a Valois-ak és a Plantagenetek közt. VI. Fülöp uralkodása idején kedvezően indultak a franciák érdekérvényesítéseik. Az új király végre meghódoltatta Flandriát, és amikor Eduárd a franciák szövetségesét, Skóciát támadta meg, elkobozta Guyenne-t is. Franciaország a hatalma csúcsán volt és senki sem hitte, hogy az angol uralkodó a trónigényét komolyan képes lesz érvényesíteni. Eduárd kezdeti taktikája az volt, hogy szövetkezik Flandriával és a Német-római Császárság fejedelmeivel, de ez költséges és eredménytelen vállalkozás volt. Aztán amikor 1346-ban kitört a breton örökösödési háború, noha a franciák és az angolok közt fegyverszünet volt érvényben, mindketten felléptek a saját jelöltjük érdekében. Eduárd a háborút arra használta ki, hogy csapataival lerohanja Franciaországot és felégesse a földeket. A franciákkal a crécyi csatában csaptak össze, ahol hatalmas meglepetésre győzelmet arattak felettük. A megalázó és demoralizáló vereség ellenére a franciáknak mindössze Calais kikötőjéről kellett lemondaniuk.
1350-ben II. János követte a trónon apját. Ő egy újabb trónkövetelővel kellett, hogy szembenézzen, II. Károly navarrai királlyal, Navarrai Johanna királynő fiával, aki a Capetingek évreux-i ágából származott, és az anyja jogán követelte magáénak a trónt, hasonlóan Eduárdhoz. Károlynak azonban szép lassan elpárolgott a támogatottsága, mert érdekeinek megfelelően hol a franciákhoz, hol az angolokhoz folyamodott támogatásért. 1356-ban Eduárd walesi herceg, III. Eduárd király legidősebb fia, portyázni indult francia földön. János király üldözőbe vette őt csapataival, Eduárd viszont igyekezett elkerülni az összecsapást. Végül aztán amikor a tárgyalások itt sem vezettek eredményre, a két fél megütközött. A francia seregek poitiers-i csata során ismét megalázó vereséget szenvedtek, és maga János király is fogságba esett. Eduárd azt remélte, hogy a túszul ejtett János elég erőt biztosít számára, hogy bevonuljon Párizsba és megkoronáztathassa magát. Nem számított azonban Károly dauphin-re, János legidősebb fiára, aki megszervezte az ellenállást, és az angolok nem tudták bevenni Reims városát. A brétigny szerződésben aztán békét kötöttek a felek: Eduárd visszakapta a megnövelt területű Aquitániát, cserébe le kellett mondania Touraine hercegségéről, az Anjou és Maine grófságokról, a francia trónigényről, valamint a Bretagne és Flandria feletti hűbéruralomról.
1364-ben lépett trónra V. Károly. A kasztíliai polgárháborúban Trastamára-i Henriket támogatta, a Fekete Herceg pedig a regnáló Kasztíliai Pétert. Végül Péter nyert, de nem volt hajlandó megtéríteni a Fekete Herceg kiadásait, aki válaszul adót kellett hogy emeljen Aquitániában, hogy megtérüljenek a kiadásai. A lakosság a francia királyhoz fordult panaszával, aki kapva kapott az alkalmon és a háború kiújult. Fokozatosan visszafoglalták a legtöbb feladott területet, és 1380-ban, amikor Károly király meghalt, már csak Calais, Bourdeaux és Bayonne maradt angol kézen. Az ősi nemesi családok eddigre fokozatosan eltűntek és helyüket a legtöbb tartományban olyan urak vették át, akik a királyi dinasztiának valamilyen oldalágon rokonai voltak. Guyenne elkobzásával az egyetlen tartomány, amit nem Capeting-leszármazott uralt, Flandria volt. Bretagne-ban a Montfort-hercegek, másutt az Évreux- és Bourbon-házak, és a Valois-k leszármazottai alkották a francia nemességet.
VI. Károly király mindössze 11 évesen lépett trónra, kiskorúsága idején pedig nagybátyjai: Anjou, Berry és Burgundia hercegei birtokolták a hatalmat. Mindhárman saját hasznukra használták a királyság erőforrásait: Anjou meg akarta kaparintani a Nápolyi Királyságot, Berry a languedoc-i birtokait igazgatta, Burgundia grófja pedig, aki elvette feleségül a flamand trónörökösnőt, kényelmesebbnek találta hatalmas birtokait Párizsból igazgatni. A régensségnek csak 1390-ben szakadt vége, noha Károly már 14 éves korától nagykorúnak számított. Királyságának korai évei ígéretesnek tűntek, sajnos azonban anyai ágon örökölte a családot sújtó elmebajt, melynek hatására hosszú uralkodása alatt hol őrületbe, hol mély depresszióba zuhant. A zűrzavaros időszakban a hatalomra éhes nemesek, különösen Burgundia, megpróbálták learatni a babérjaikat. A király testvére, Orléans-i Lajos herceg azonban ellenállt ennek a kísérletnek, és kitört a háború Armagnac és Burgundia között.
1415-ben V. Henrik, III. Edward dédunokája, ismét lerohanta Franciaországot. Az agincourt-i csatában az armagnac-iak megtizedelődtek, Orléans és Bourbon grófját fogságba ejtették, a burgundiak hatalma viszont megnőtt Párizsban. Henrik célja Normandia elfoglalása volt, az armagnac-iak pedig kényszerű szövetséget kötöttek a burgundiakkal, hogy megbosszulják az orléans-i herceg kivégzését. Az új herceg, III. Fülöp aztán az angolok oldalára állt. A troyes-i szerződésben a tönkrevert franciák kénytelenek voltak elfogadni, hogy Henrik lett Franciaország régense és a trónörökös, és ennek érdekében elvette a király lányát, Valois Katalint. Károly dauphint pedig nemes egyszerűséggel kitúrták az örökségéből. A megállapodást a francia rendi gyűlés is jóváhagyta.
Csakhogy a megállapodás megtagadta a Valois-k trónörökléshez való jogát. Míg Angliában teljességgel elfogadott dolog volt, hogy egyik királyt egy másik váltson fel, a franciák ragaszkodtak uralkodóikhoz. Így aztán a megállapodást csak az angolok uralta északi területeken tudták betartani, emellett Burgundiában és Bretagne-ban. A franciák óriási szerencséjére azonban V. Henrik hamarabb halt meg, mint VI. Károly, és csak egy kiskorú (és szintén elmebajos) utódot, VI. Henriket hagyott hátra. A hadiszerencse azonban egyelőre nem fordult meg, mert V. Henrik testvére, Bedfordi János erős kézzel tartotta az északi tartományokat. 1429-ben aztán Jeanne D'Arc vezetésével felszabadították Orléans városát, és megkoronázták VII. Károlyt. Ez francia szempontból hatalmas morális erősödés volt, miközben az angolok közt széthúzás ütötte fel a fejét. Burgundia hercege 1435-ben kénytelen volt meghajolni a francia király akarata előtt az arras-i szerződésben. A hadakozó felek között ekkor feszültségekkel teli, de nyugodt időszak kezdődött, majd 1450-ben a franciák visszaszerezték Normandiát és Guyenne-t. Az angolok egy utolsó kétségbeesett próbálkozással akarták menteni, ami menthető, de a castilloni csatában vesztettek, így 1453-ban Calais városának kivételével mindent fel kellett adniuk. A százéves háború véget ért, a Valois-k trónigényét többé senki nem merte komolyan megkérdőjelezni.

## A hatalom megszilárdítása
Az angolok kiűzésével VII. Károly ismét Nyugat-Európa vezető hatalmává tette Franciaországot. Megszervezte a római kor óta az első állandó hadsereget, és letörte a pápaság hatalmát. Életének utolsó éveiben aztán közte és örököse közt kiéleződött az ellentét. Fia, aki 1461-ben XI. Lajos néven lépett trónra, nem volt hajlandó engedelmeskedni apjának, aki ezért még a királyi udvarból is száműzte, és ide még apja haláláig vissza sem tért. Lajos uralkodásának kezdetén visszaállította az apja által hozott vitás döntések egy részét: visszaadta a pápaság kezébe elvesztett jogait és a svájci zsoldoshadsereg kedvéért felszámolta az állandó francia hadsereget is. Ugyanakkor azt látnia kellett, hogy azokkal a nemeseket, akik trónörökösként még mindenben támogatták őt, csak úgy tudja féken tartani, ha megregulázza őket. Királyként összetűzésbe került Merész Károly burgundi herceggel, akivel ádáz ellenségek lettek. 1465-ben, látva Lajos centralizáló és a nemességet elnyomó politikáját, számos nemes, köztük Károly, a király testvére, szövetséget kötöttek nemesi privilégiumaik helyreállítása érdekében. Lajos, félve attól, hogy komolyabb következményei lesznek a dolognak, engedett, és öccsének is átengedte Normandiát.
Lajos nem annyira háborúskodás, hanem diplomácia és intrikák terén érte el sikereit. Bizalmas embereit, hűbéreseit és szövetségeseit gazdagon jutalmazta, és az első adandó alkalommal visszaszerezte Normandiát is. 1477-ben, Merész Károly halála után a francia királyságba integrálta Burgundiát is, annak ellenére, hogy nőágon helye lett volna az öröklésnek. Ezt azért tette, mert a trónörökös Burgundi Mária Habsburg Miksa felesége lett, és ha nem tette volna ezt meg, úgy beláthatatlan következményei lettek volna Franciaországra nézve a jövőben, ha a német-római császár is felléphetett volna trónigényével. 1481-ben kihalt az Anjou-ház is, birtokaik pedig a francia koronára szálltak.

## Az itáliai háborúk
1483-ban VIII. Károly lépett trónra, 13 éves korában. A nemesek ismét hatalomra törtek, de ebben Károly testvére, Anna állta útjukat. Károly elvette feleségül I. Anna breton hercegnőt, ezzel megakadályozva, hogy a Habsburgok bármilyen módon is igényt támaszthassanak a jövőben a francia trónra. Károly megkísérelte megszerezni a Nápolyi Királyságot, és ezzel elkezdődtek az itáliai háborúk. 1494 szeptemberében 25 ezer fős hadával megszállta Itáliát, amely megrettentette az ottani kis államokat, köztük a Velencei Liga tagjait: Velencét, Florence-t, Milánót és Mantuát, de még a spanyol királyt, a német-római császárt és a pápát is. A franciaellenes szövetség bekerítette a királyt, aki, ha nem akarta, hogy fogságba essen, szembe kellett szállnia csapataikkal. A fornovói csatában ugyan győzelmet aratott, de ez csak arra volt elég, hogy megmeneküljön, s így fel kellett adnia minden addigi nyereségét. Az adósságai miatt nem is gondolhatott arra, hogy folytassa a háborút. Amikor 1498-ban egy sajnálatos balesetben életét vesztette (beleverte a fejét egy szemöldökkőbe), kihalt a Valois-k egyenes ága. Unokatestvére, Orléans hercege örökölte a trónt, XII. Lajos néven. Ő elvette elődje özvegyét, Annát, feleségül, hogy megtartsa Bretagne-t, és eltökélt volt az itáliai háborúk folytatásában is. Orléans hercege ugyanis anyai ágon Valentina Viscontitól származott, és így igényt formált a milánói trónra. 1499-től 1512-ig egy rövid időszakot leszámítva Lajos milánói herceg is volt. A franciák változó hadiszerencsével folytatták hadjárataikat. 1515-ben aztán Lajos is fiúörökös nélkül halt meg, amire számított is, s így még életében megnevezte utódjául unokaöccsét, Angoulême-i Ferencet, aki I. Ferenc néven foglalta el a trónt. Ő a Valois-ház orléans-i ágának egyik oldalágából származott.
Ferenc a marignano-i ütközetben legyőzte a svájciakat és elfoglalta Milánót. 1519-ben elindult a német-római császárválasztáson is, ahol alulmaradt a spanyol királlyal szemben. Ennek komoly következményei lettek, ugyanis így V. Károly király lett a kontinens leghatalmasabb uralkodója. A dühös Ferenc azt követelte, hogy fizessen Flandria és Artois után hűbéradót, mire Károly úgy reagált, hogy bejelentette igényét a burgundi trónra. A XVI. század hátralévő részében a francia-spanyol helyzet teljesen kiéleződött. A császár 1521-ben visszafoglalta Milánót a franciáktól, akit ráadásul az angol uralkodó és a pápa is támogatott. Franciaországot minden oldalról ellenségek vették körül, ráadásul III. Charles de Bourbon-Montpensier személyében egy rokona is átállt a császár oldalára. 1525-ben a paviai csatában a franciák vereséget szenvedtek, Ferencet pedig fogságba ejtették. A madridi békeszerződés aláírásával szabadult csak: ebben el kellett ismernie, hogy lemond Nápoly és Milánó iránti mindennemű igényéről, átengedi Burgundiát a spanyoloknak, Flandria és Artois feletti hűbérúri pozíciójáról is lemond, amellett két fiát túszul adja a spanyoloknak. Szorult helyzetében Ferenc kénytelen volt az Oszmán Birodalommal szövetséget kötni a Habsburgok ellen, a korabeli Európa döbbenetére. A reformáció kezdetével támogatta a német fejedelemségek protestáns hitre térését (annak ellenére, hogy saját országában elnyomta az ilyen törekvéseket), megint csak potenciális szövetségesek szerzése és a riválisok gyengítése érdekében.
1547-ben II. Henrik követte a trónon apját. Ő folytatta a korábbi politikát, ahogy utódai is. Elnyomták a protestánsokat, miközben a protestáns vallású uralkodókkal szövetségeket kötött, és elfoglalta Metz, Toul és Verdun püspökségeit a császártól. Amikor 1556-ban V. Károly lemondott, megosztotta birodalmát két fia között. Miután az angolok szövetségre léptek az osztrák császárral, Henrik visszafoglalta tőlük Calais-t. A cateau-cambrésis-i békével 1559-ben hivatalosan is véget értek az itáliai háborúk. A franciák Saluzzo kivételével minden birtokukról le kellett, hogy mondjanak, de megtarthatták Calais-t és a három püspökséget. Diplomáciai szempontból Henrik számára győzelem volt, hisz semmit nem kellett feladnia abból, amit ő szerzett, viszont a spanyol uralkodó hatalmas itáliai földterületeket szerzett.

## Francia vallásháborúk
Az utolsó Valois-k uralmának idejére esett a francia vallásháborúk korszaka. Miután II. Henrik meghalt egy lovagi torna során elszenvedett balesetben 1559-ben, legidősebb fia, II. Ferenc követte őt. Ő felesége, Stuart Mária révén már a skót trónra is igényt formálhatott. Anyai ági rokonai, a Guise-ek a fiatal király helyett is gyakorolták a hatalmat. A Guise-ek Nagy Károly idejére vezették vissza vérvonalukat, ilyenformán pedig a királyi trón megszerzésére is jogot formáltak ősi ellenségeikkel, a trónra a vérvonal alapján jóval esélyesebb Bourbonokkal szemben. Külön érdekesség volt, hogy a Bourbonok vezérei, Navarrai Antal és Lajos, Condé hercege, mindketten protestánsok voltak. A Guise-ek így könnyűszerrel tündökölhettek a katolicizmus védelmezőinek szerepében.
Ferenc alig pár hónap uralkodás után meghalt, így öccse, IX. Károly követte a trónon. Azonban helyette is az anyakirályné, Medici Katalin uralkodott, ügyesen egyensúlyozva a pártok között. Elengedte a fogságba esett Condé herceget, hogy elnyerje a Bourbonok támogatását a Guise-ek ellensúlyozására. Navarrai Antal cserébe áttért a katolikus hitre. Ekkoriban kezdődtek az első összetűzések: a vassy mészárlást tekintik az első összecsapásnak katolikusok és protestánsok között. A harcokban sokan meghaltak: Navarrai Antal és Guise is, de az öreg hadvezér, Anne de Montmorency is. Végül Condé hercege is áldozatául esett az összecsapásoknak. A hugenottáknak nevezett protestánsok nem voltak elég erősek egy offenzívához, de meg tudták védeni magukat.
Navarrai Henrik 1572-ben elvette feleségül Franciaországi Margitot, IX. Károly testvérét. A katolikusok és protestánsok megbékélését megkísérlő esküvő teljes kudarc volt: a napokig tartó ünnepségsorozat a Szent Bertalan-éji mészárlásba torkollott, amikor hugenották ezreit mészárolták le Párizsban. 1573-ban Henriket, Károly testvérét, lengyel királlyá választották, de alig három hónap után haza kellett térnie, mikor bátyja, Károly meghalt. A III. Henrikként trónra lépő ifjúnak számos nehézséggel kellett szembenéznie, többek közt legkisebb öccsének a hugenotta párthoz való csatlakozásával. Hogy elkerülje a lázadást, Ferenc öccsét Alençon hercegévé tette, de ez felbőszítette a katolikusokat is, és ezzel megalakult a Katolikus Liga, amit a lotaringiai Guise-ek vezettek, spanyol támogatással. A hugenották az ország délnyugati részén erősödtek meg, és Anglia, valamint német hercegek támogatását élvezték. Amikor 1584-ben Ferenc meghalt, ismét előállt az a helyzet, hogy az uralkodónak nem volt vér szerinti örököse, aki örökölhette volna a trónt. A katolikus Liga nyomására Henrik elfogadott egy törvényt, a nemours-i egyezményt, melynek értelmében a protestantizmust törvényen kívül helyezték és megtiltották a protestáns vallásúak hivatalviselését.
Ekkor már javában zajlott a "három Henrik háborúja", melyben III. Henrik, Navarrai Henrik, valamint Guise Henrik vettek részt. Amikor 1588 májusában lázadás tört ki Párizsban, Henrik királynak menekülnie kellett. Guise a határozott utasítása ellenére bevonult a városba, válaszul pedig kivégeztette őt. Ez a lépés felháborította a Katolikus Ligát, a király pedig nem tehetett mást, mint Navarrai Henrikhez fordult segítségért. A két uralkodó éppen Párizst készült megostromolni, amikor egy bérgyilkos megölte III. Henriket. Halálával 261 év után kihalt a Valois-ház.

## Utódaik
A Bourbon-ház 1272-ig vezette vissza magát, amikor is IX. Lajos legkisebb fia elvette feleségül Bourbon uradalmának örökösnőjét. A ház három évszázadon keresztül csak egy oldalág volt a Capetingek családfáján. 1589-ben így ismét elő kellett venni a száli törvényt, hogy annak alapján megtalálják azt az uralkodót, aki a legközelebbi rokonságban áll a Capetingekkel, s ez éppen Navarrai Henrik volt.

## Az utolsó Capetingek és a Valois-ház rokonsága
|                       |                       |                       |                       |                       |                       |  |  |                   |                   | III. Fülöp        | III. Fülöp        | III. Fülöp        | III. Fülöp        | III. Fülöp | III. Fülöp |                                                                   |                                                                   |                                                                   |                                                                   |                                                                   |                                                                   | Aragóniai Izabella | Aragóniai Izabella | Aragóniai Izabella                              | Aragóniai Izabella                              | Aragóniai Izabella                              | Aragóniai Izabella                              |                                                 |                                                 |  |  |  |  |  |  |  |  |  |  |  |  |  |  |  |  |  |  |
|                       |                       |                       |                       |                       |                       |  |  |                   |                   | III. Fülöp        | III. Fülöp        | III. Fülöp        | III. Fülöp        | III. Fülöp | III. Fülöp |                                                                   |                                                                   |                                                                   |                                                                   |                                                                   |                                                                   | Aragóniai Izabella | Aragóniai Izabella | Aragóniai Izabella                              | Aragóniai Izabella                              | Aragóniai Izabella                              | Aragóniai Izabella                              |                                                 |                                                 |  |  |  |  |  |  |  |  |  |  |  |  |  |  |  |  |  |  |
|                       |                       |                       |                       |                       |                       |  |  |                   |                   |                   |                   |                   |                   |            |            |                                                                   |                                                                   |                                                                   |                                                                   |                                                                   |                                                                   |                    |                    |                                                 |                                                 |                                                 |                                                 |                                                 |                                                 |  |  |  |  |  |  |  |  |  |  |  |  |  |  |  |  |  |  |
|                       |                       |                       |                       |                       |                       |  |  |                   |                   |                   |                   |                   |                   |            |            |                                                                   |                                                                   |                                                                   |                                                                   |                                                                   |                                                                   |                    |                    |                                                 |                                                 |                                                 |                                                 |                                                 |                                                 |  |  |  |  |  |  |  |  |  |  |  |  |  |  |  |  |  |  |
|                       |                       |                       |                       |                       |                       |  |  | IV. (Szép) Fülöp  | IV. (Szép) Fülöp  | IV. (Szép) Fülöp  | IV. (Szép) Fülöp  | IV. (Szép) Fülöp  | IV. (Szép) Fülöp  |            |            | Károly (Valois, Alençon, Chartres, Perche, Anjou és Maine grófja) | Károly (Valois, Alençon, Chartres, Perche, Anjou és Maine grófja) | Károly (Valois, Alençon, Chartres, Perche, Anjou és Maine grófja) | Károly (Valois, Alençon, Chartres, Perche, Anjou és Maine grófja) | Károly (Valois, Alençon, Chartres, Perche, Anjou és Maine grófja) | Károly (Valois, Alençon, Chartres, Perche, Anjou és Maine grófja) |                    |                    | Anjou Margit                                    | Anjou Margit                                    | Anjou Margit                                    | Anjou Margit                                    | Anjou Margit                                    | Anjou Margit                                    |  |  |  |  |  |  |  |  |  |  |  |  |  |  |  |  |  |  |
|                       |                       |                       |                       |                       |                       |  |  | IV. (Szép) Fülöp  | IV. (Szép) Fülöp  | IV. (Szép) Fülöp  | IV. (Szép) Fülöp  | IV. (Szép) Fülöp  | IV. (Szép) Fülöp  |            |            | Károly (Valois, Alençon, Chartres, Perche, Anjou és Maine grófja) | Károly (Valois, Alençon, Chartres, Perche, Anjou és Maine grófja) | Károly (Valois, Alençon, Chartres, Perche, Anjou és Maine grófja) | Károly (Valois, Alençon, Chartres, Perche, Anjou és Maine grófja) | Károly (Valois, Alençon, Chartres, Perche, Anjou és Maine grófja) | Károly (Valois, Alençon, Chartres, Perche, Anjou és Maine grófja) |                    |                    | Anjou Margit                                    | Anjou Margit                                    | Anjou Margit                                    | Anjou Margit                                    | Anjou Margit                                    | Anjou Margit                                    |  |  |  |  |  |  |  |  |  |  |  |  |  |  |  |  |  |  |
|                       |                       |                       |                       |                       |                       |  |  |                   |                   |                   |                   |                   |                   |            |            |                                                                   |                                                                   |                                                                   |                                                                   |                                                                   |                                                                   |                    |                    |                                                 |                                                 |                                                 |                                                 |                                                 |                                                 |  |  |  |  |  |  |  |  |  |  |  |  |  |  |  |  |  |  |
|                       |                       |                       |                       |                       |                       |  |  |                   |                   |                   |                   |                   |                   |            |            |                                                                   |                                                                   |                                                                   |                                                                   |                                                                   |                                                                   |                    |                    |                                                 |                                                 |                                                 |                                                 |                                                 |                                                 |  |  |  |  |  |  |  |  |  |  |  |  |  |  |  |  |  |  |
| X. (Civakodó) Lajos   | X. (Civakodó) Lajos   | X. (Civakodó) Lajos   | X. (Civakodó) Lajos   | X. (Civakodó) Lajos   | X. (Civakodó) Lajos   |  |  | V. (Hosszú) Fülöp | V. (Hosszú) Fülöp | V. (Hosszú) Fülöp | V. (Hosszú) Fülöp | V. (Hosszú) Fülöp | V. (Hosszú) Fülöp |            |            | IV. (Szép) Károly                                                 | IV. (Szép) Károly                                                 | IV. (Szép) Károly                                                 | IV. (Szép) Károly                                                 | IV. (Szép) Károly                                                 | IV. (Szép) Károly                                                 |                    |                    |                                                 |                                                 |                                                 |                                                 |                                                 |                                                 |  |  |  |  |  |  |  |  |  |  |  |  |  |  |  |  |  |  |
| X. (Civakodó) Lajos   | X. (Civakodó) Lajos   | X. (Civakodó) Lajos   | X. (Civakodó) Lajos   | X. (Civakodó) Lajos   | X. (Civakodó) Lajos   |  |  | V. (Hosszú) Fülöp | V. (Hosszú) Fülöp | V. (Hosszú) Fülöp | V. (Hosszú) Fülöp | V. (Hosszú) Fülöp | V. (Hosszú) Fülöp |            |            | IV. (Szép) Károly                                                 | IV. (Szép) Károly                                                 | IV. (Szép) Károly                                                 | IV. (Szép) Károly                                                 | IV. (Szép) Károly                                                 | IV. (Szép) Károly                                                 |                    |                    |                                                 |                                                 |                                                 |                                                 |                                                 |                                                 |  |  |  |  |  |  |  |  |  |  |  |  |  |  |  |  |  |  |
|                       |                       |                       |                       |                       |                       |  |  |                   |                   |                   |                   |                   |                   |            |            |                                                                   |                                                                   |                                                                   |                                                                   |                                                                   |                                                                   |                    |                    |                                                 |                                                 |                                                 |                                                 |                                                 |                                                 |  |  |  |  |  |  |  |  |  |  |  |  |  |  |  |  |  |  |
| I. (Utószülött) János | I. (Utószülött) János | I. (Utószülött) János | I. (Utószülött) János | I. (Utószülött) János | I. (Utószülött) János |  |  |                   |                   |                   |                   |                   |                   |            |            | VI. (Szerencsés) Fülöp (eredetileg Valois, Anjou és Maine grófja) | VI. (Szerencsés) Fülöp (eredetileg Valois, Anjou és Maine grófja) | VI. (Szerencsés) Fülöp (eredetileg Valois, Anjou és Maine grófja) | VI. (Szerencsés) Fülöp (eredetileg Valois, Anjou és Maine grófja) | VI. (Szerencsés) Fülöp (eredetileg Valois, Anjou és Maine grófja) | VI. (Szerencsés) Fülöp (eredetileg Valois, Anjou és Maine grófja) |                    |                    | II. Károly (Alençon, Chartres és Perche grófja) | II. Károly (Alençon, Chartres és Perche grófja) | II. Károly (Alençon, Chartres és Perche grófja) | II. Károly (Alençon, Chartres és Perche grófja) | II. Károly (Alençon, Chartres és Perche grófja) | II. Károly (Alençon, Chartres és Perche grófja) |  |  |  |  |  |  |  |  |  |  |  |  |  |  |  |  |  |  |

## Tabló
A Valois-ház egyes oldalágai további fontos uradalmak urai voltak:
- Valois-Alençon (1325-1525)
- Valois-Anjou (1360-1481)
- Valois-Burgundi (1363-1482)
- Valois-Burgundi-Brabant (1406-1430)
- Valois-Burgundi-Nevers (1404-1491)
- Valois-Orléans (1372-1515)
- Valois-Orléans-Angouléme (1399-1547)

Két törvénytelen ága is létezett a családnak:
- Valois-Dunois: I. Lajos orléans-i herceg egyik fiának leszármazottai
- Valois-Saint-Remy: II. Henrik egyik fiának leszármazottai, kései utódjuk, Jean de la Motte grófnő érintett volt a francia királyné nyakékének botrányában 1785-ben.

## Fordítás
- Ez a szócikk részben vagy egészben  a   House of Valois című angol Wikipédia-szócikk ezen változatának fordításán alapul.  Az eredeti cikk szerkesztőit annak laptörténete sorolja fel. Ez a jelzés csupán a megfogalmazás eredetét és a szerzői jogokat jelzi, nem szolgál a cikkben szereplő információk forrásmegjelöléseként.